# Callicarpa dichotoma
Callicarpa dichotoma là một loài thực vật có hoa trong họ Hoa môi. Loài này được (Lour.) K.Koch mô tả khoa học đầu tiên năm 1872.

## Hình ảnh

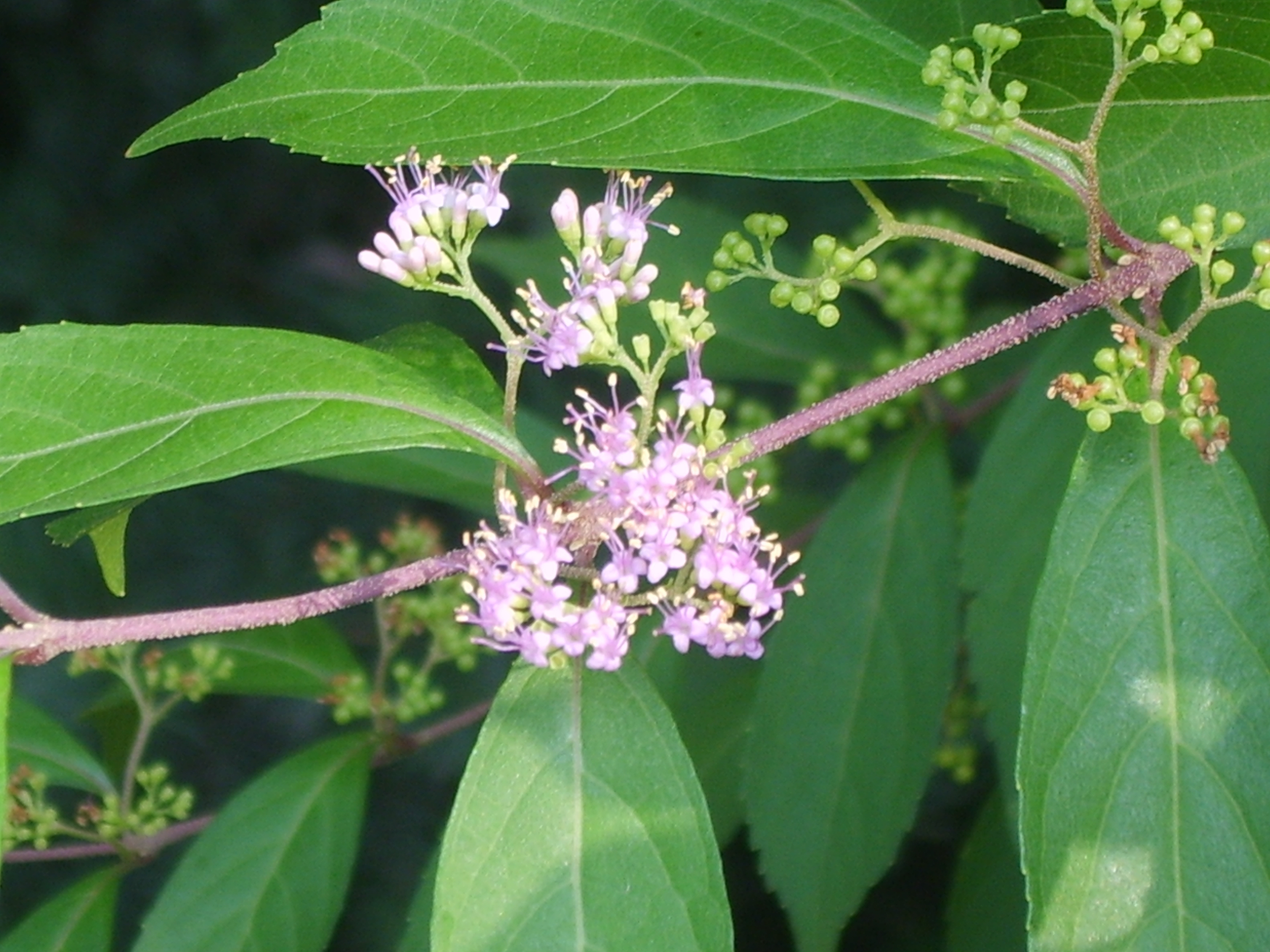
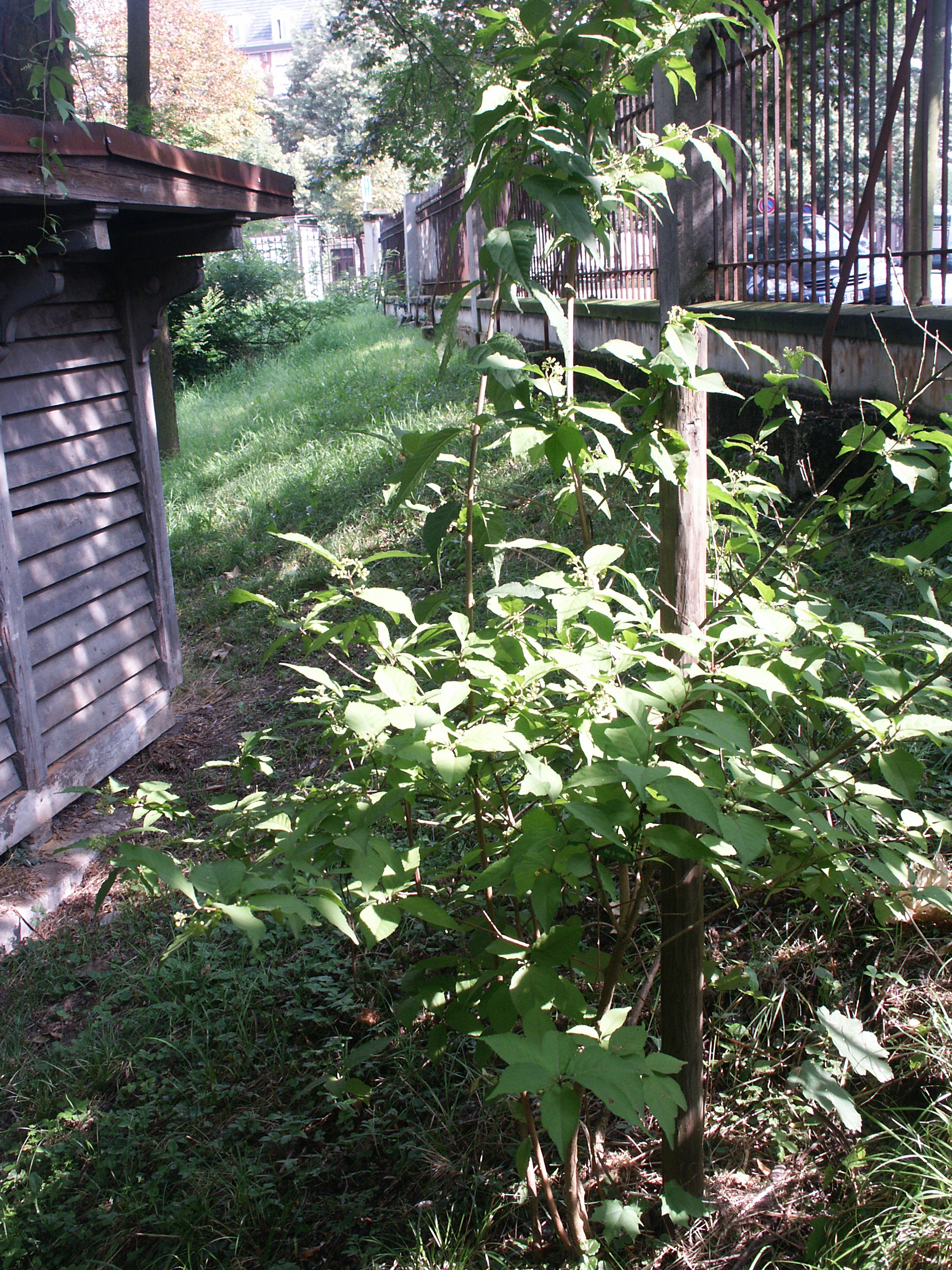
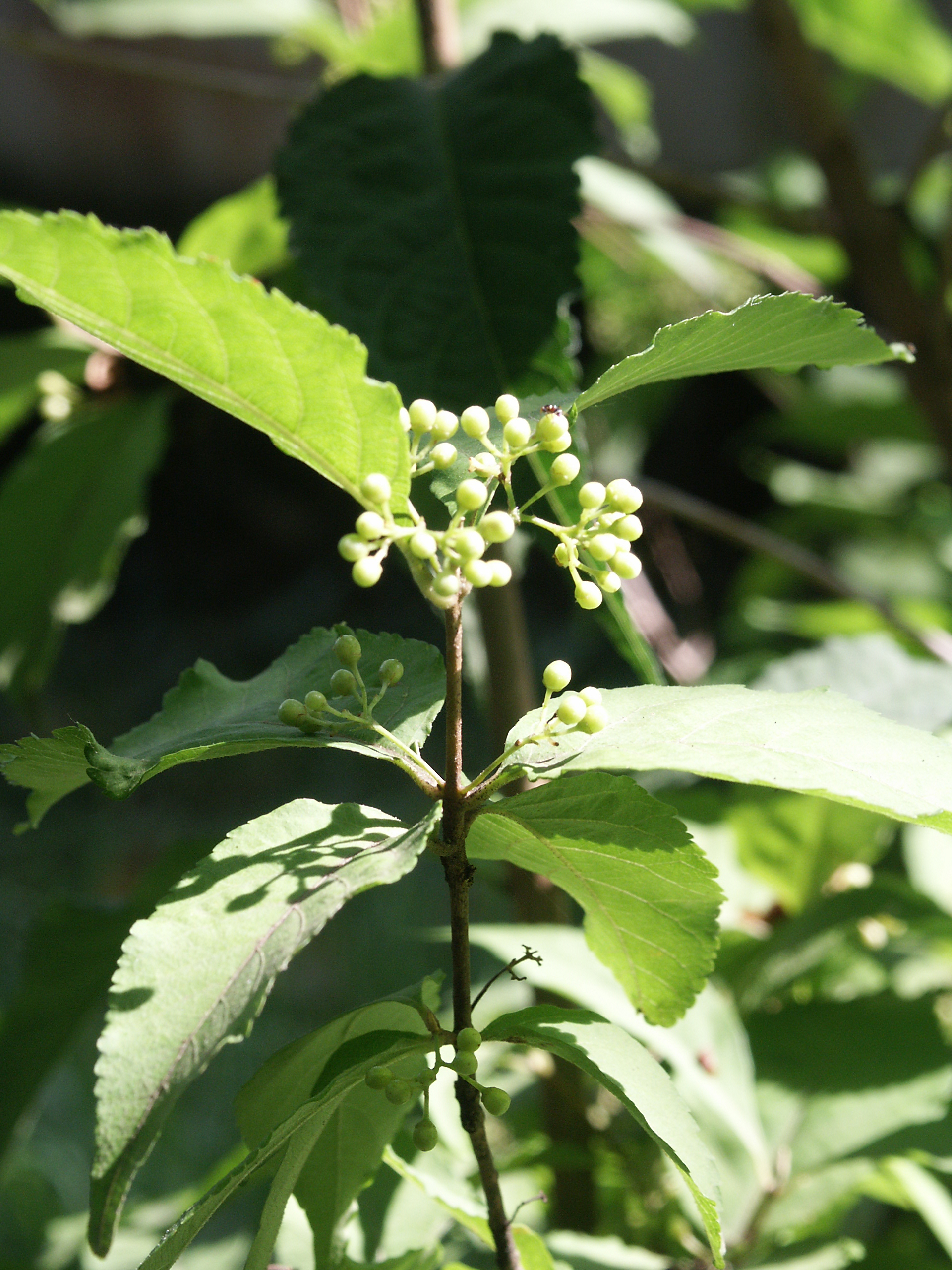
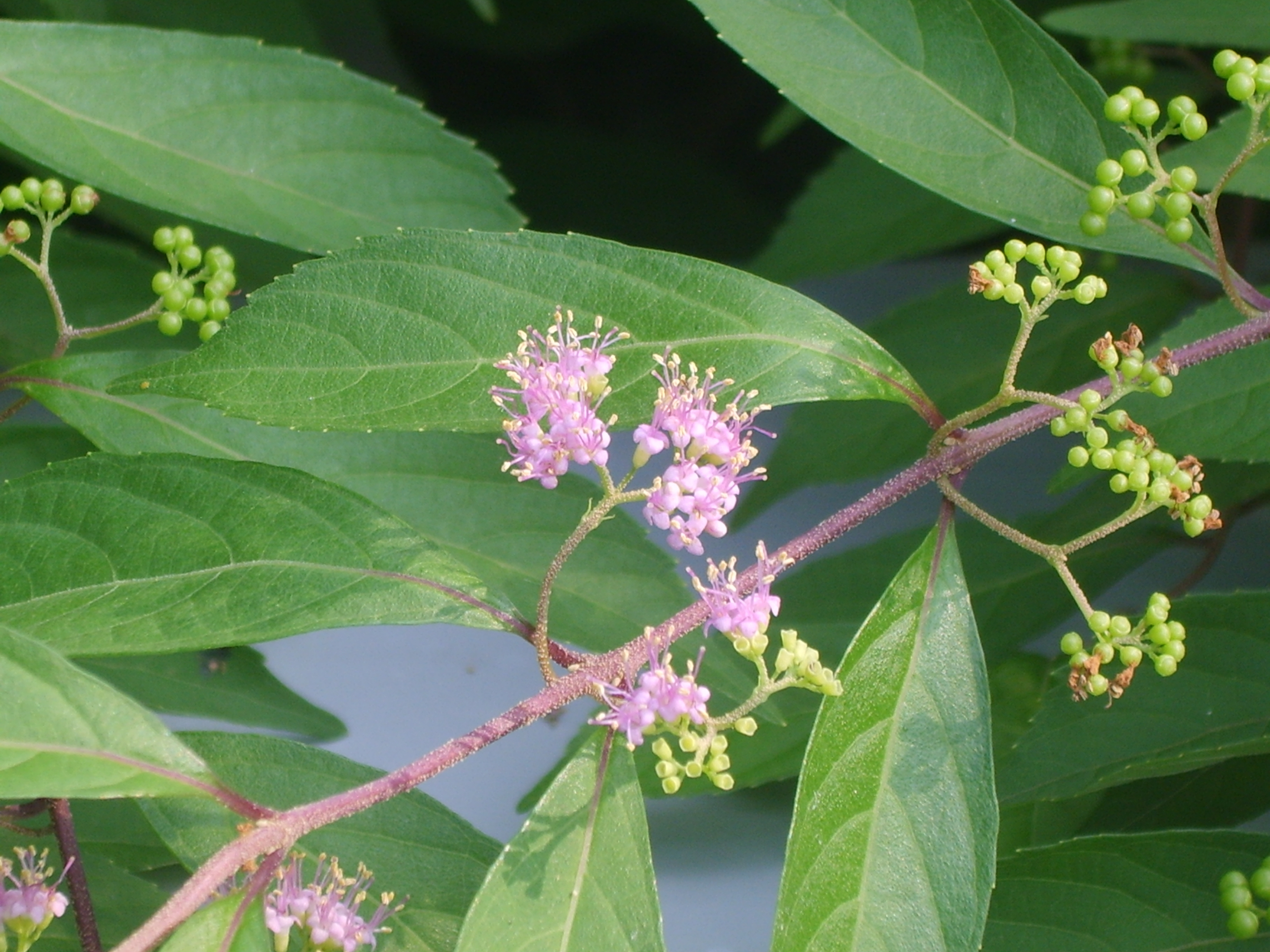